# Würzburger Stein

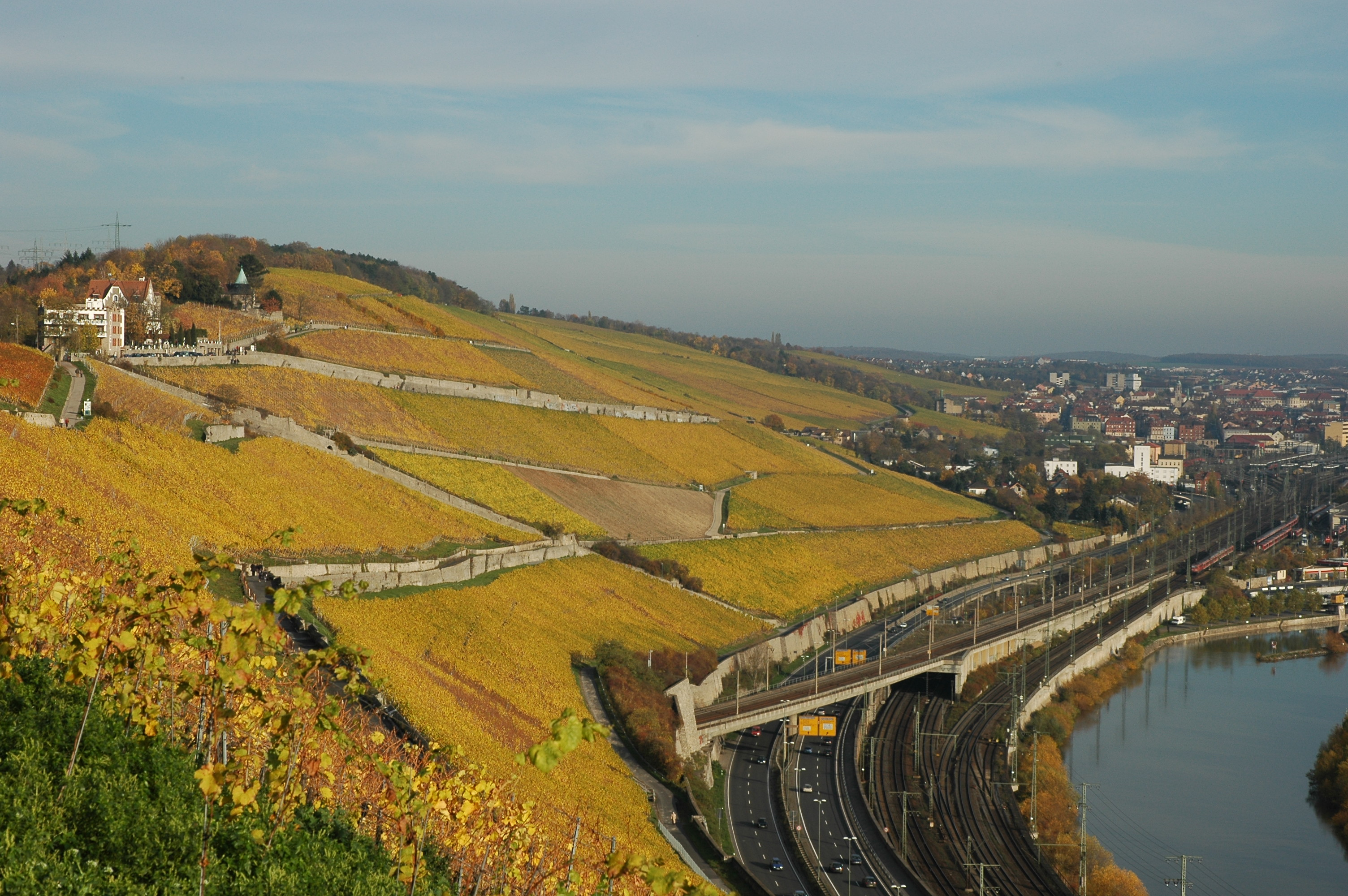
Le Würzburger Stein

Le Würzburger Stein (littéralement pierre de Wurtzbourg) est une appellation viticole allemande située à Wurtzbourg.

## Géographie
L'appellation Würzburger Stein s'étend sur une côte exposée au sud, située au nord de Wurtzbourg. Le Main coule à son pied. Son sol, typique de la région, est calcaire et date du trias moyen. L'appellation a une altitude comprise entre 210 et 270 m, s'étend sur 85 hectares et a avec un angle d'inclinaison comprise entre 30 et 65 %.
La LGV Hanovre - Wurtzbourg passe sous le Stein à travers le Steinbergtunnel.
Un sentier, long d'environ quatre kilomètres, parcourt le Stein. Il offre un panorama sur le Main, la forteresse de Marienberg, la Käppele et la ville.

## Histoire

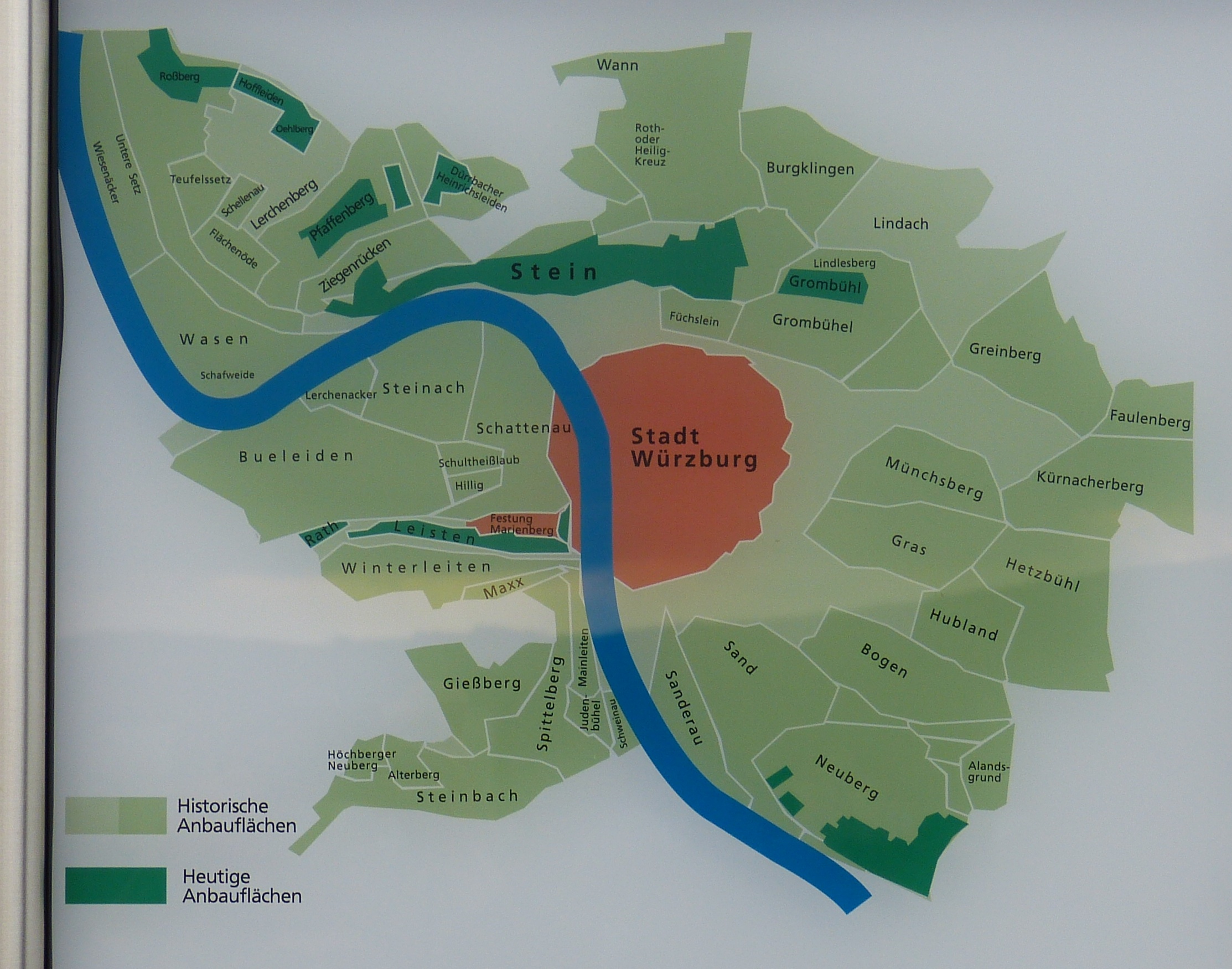
Carte des vignobles à Wurtzbourg

L'abbé d'Ebrach Alberich Degen (de) y fait planter en 1665 le premier pied de Sylvaner, ramené en 1659 par la famille noble Castell. À partir de 1726, le vin est mis en bouteille à l'hôpital dit Bürgerspital (de). La bouteille traditionnelle franconienne, Bocksbeutel, est déjà utilisée. Dans les caves de l'établissement, on trouve une bouteille de 1540.
Trois propriétaires se partagent à parts presque égales la majorité de Würzburger Stein : le Bürgerspital, le Juliusspital et le Staatlicher Hofkeller (de). Par ailleurs, les domaines Ludwig Knoll et Reiss possèdent également de petites parcelles. Le Steinharfe, surement la meilleure parcelle, est la propriété du Bürgerspital.
Johann Wolfgang von Goethe écrit dans une lettre à sa femme Christiane : « Aucun autre vin n'est aussi bon et je suis ennuyé quand je m'éloigne de ma boisson préférée. »
On compte aussi comme amateurs Heinrich von Kleist, Ricarda Huch ou Kurt Tucholsky.